# Cornelia Rimser
Cornelia Rimser  (* 1. Mai 1982 in Wien) ist eine österreichische Volleyball- und Beachvolleyballspielerin.

## Karriere

### Hallen-Volleyball
Rimser begann ihre Karriere bei SVS Post Schwechat. Von 2003 bis 2005 spielte sie bei TI Volley Innsbruck und wurde 2004 als Österreichs Volleyballerin des Jahres ausgezeichnet. In der Saison 2005/06 war sie in der Schweiz beim VC Kanti Schaffhausen aktiv. Anschließend kehrte die Angreiferin zum SVS Post Schwechat zurück, mit dem sie viele Meisterschaften und nationale Pokale gewann und regelmäßig im Europapokal spielte.

### Beachvolleyball
Rimser spielte ihr erstes internationales Turnier der FIVB World Tour bei den Gstaad Open 2003 mit Brigitte Stampfer. 2004 trat sie mit Christine Mellitzer wiederum in Gstaad sowie beim Grand Slam in Klagenfurt an. Den Grand Slam in der Heimat bestritt sie 2006 und 2007 mit Jill Jasbar sowie 2008 mit Magdalena Jirak, die dann auch ihre feste Partnerin wurde, mit der sie in dem Jahr u. a. noch drei Open-Turniere absolvierte. Außerdem wurde Rimser 2008 österreichische Meisterin. 2009 traten Rimser/Jirak bei weiteren FIVB-Turnieren an, ohne vordere Platzierungen zu erreichen. 2010 und 2011 spielte Rimser mit Kerstin Eva-Maria Errath (damals Pichler). Die 25. Plätze in Klagenfurt waren ihre besten gemeinsamen Ergebnisse auf der World Tour. Außerdem wurde Rimser in beiden Jahren nationale Vizemeisterin. Bei den Den Haag Open trat sie erstmals mit Sabine Swoboda an. Das Duo erzielte in den folgenden Jahren einige Podestplätze auf der nationalen Tour und kam beim Baden Master 2014 auf den vierten Rang. Das Klagenfurter Turnier spielte Rimser 2014 hingegen mit Valerie Teufl.
2015 gewann Rimser mit ihrer neuen Partnerin Katherina Almer die nationalen Turniere in Krems und Fürstenfeld. Bei der Europameisterschaft in Klagenfurt spielte sie mit Nadine Strauss, weil deren Schwester Teresa gerade pausierte, und wurde Neunte. Anschließend erreichten Rimser/Almer weitere vordere Plätze bei MEVZA- und CEV-Satellite-Turnieren. 2017 bildet Rimser ein Duo mit Lena Plesiutschnig. Beim Baden Masters wurden Rimser/Plesiutschnig Neunte. Für die Weltmeisterschaft in Wien erhielten sie einen der beiden Startplätze der Gastgebernation, schieden allerdings sieglos nach der Gruppenphase aus.